# ریتم آرام عشق
ریتم آرام عشق (انگلیسی: Love Andante; کره‌ای: 사랑의 안단테) یک مجموعه تلویزیونی محصول کره جنوبی با بازی کوان هیون بین و سونگ جی وو است. این مجموعه از ۷ تا ۲۹ اوت ۲۰۲۴، روزهای چهارشنبه و پنجشنبه ساعت ۲۳:۰۰ (کی‌اس‌تی) از لایف‌تایم پخش شد. این مجموعه همچنین برای استریم در تیوینگ در کره جنوبی قابل دسترسی است.

## بازیگران
- کوان هیون بین در نقش ایم جو هیونگ[۱]
- سونگ جی وو در نقش ها نا کیونگ[۲]
- کی هیون وو در نقش نام کیونگ هو[۳]